# Шармоа л'Оргије
Шармоа л'Оргије (фр. Charmois-l'Orgueilleux) насеље је и општина у североисточној Француској у региону Лорена, у департману Вогези која припада префектури Епинал.
По подацима из 2011. године у општини је живело 601 становника, а густина насељености је износила 16,73 становника/km². Општина се простире на површини од 35,92 km². Налази се на средњој надморској висини од 340 метара (максималној 446 m, а минималној 297 m).

## Демографија
| 1962. | 1968. | 1975. | 1982. | 1990. | 1999. | 2011. |
| ----- | ----- | ----- | ----- | ----- | ----- | ----- |
| 605   | 534   | 532   | 521   | 557   | 618   | 601   |

График промене броја становника у току последњих година